# Associazione Sportiva Cosenza 1964-1965
Questa pagina raccoglie le informazioni riguardanti l'Associazione Sportiva Cosenza nelle competizioni ufficiali della stagione 1964-1965.

## Rosa
| N. |                   | Ruolo | Calciatore           |
| -- | ----------------- | ----- | -------------------- |
|    | Italia (bandiera) | A     | Michele Apa          |
|    | Italia (bandiera) | D     | Ferdinando Baston    |
|    | Italia (bandiera) | A     | Giuseppe Calzolari   |
|    | Italia (bandiera) | A     | Renato Campanini     |
|    | Italia (bandiera) | C     | Bruno Cantone        |
|    | Italia (bandiera) | C     | Mario Carelli        |
|    | Italia (bandiera) | A     | Giancarlo Ciabattari |
|    | Italia (bandiera) | C     | Sergio Danelon       |
|    | Italia (bandiera) | P     | Franco Dinelli       |
|    | Italia (bandiera) | D     | Franco Fontana       |

| N. |                   | Ruolo | Calciatore        |
| -- | ----------------- | ----- | ----------------- |
|    | Italia (bandiera) | C     | Rolando Gramoglia |
|    | Italia (bandiera) | C     | Giustino Ippolito |
|    | Italia (bandiera) | C     | Franco Marmiroli  |
|    | Italia (bandiera) | D     | Francesco Milan   |
|    | Italia (bandiera) | D     | Francesco Millea  |
|    | Italia (bandiera) | C     | Enrico Nicchi     |
|    | Italia (bandiera) | D     | Edoardo Orlando   |
|    | Italia (bandiera) | A     | Roberto Palma     |
|    | Italia (bandiera) | D     | Giorgio Trocini   |